# Auto touring
Der auto touring ist die monatlich erscheinende Clubzeitschrift des Österreichischen Automobil-, Motorrad- und Touring Club (ÖAMTC) und wird an alle Mitglieder des Clubs verschickt. Darin liegt auch die hohe Druckauflage von rund 1,8 Mio. Exemplaren begründet.

## Vorgeschichte
Die Vorgängerzeitschrift des heutigen ÖAMTC, vormals Österreichischer Automobil-Club (ÖAC), wurde ab Jänner 1900 als monatliche Allgemeine Automobil-Zeitung (AAZ) herausgegeben. Einige Monate nach dem „Anschluss“ und der angeordneten Auflösung der österreichischen Kraftfahrorganisationen und -verbände durch Adolf Hühnlein wurde die Zeitung mit der Ausgabe Juli 1938 eingestellt. Hauptthema im letzten Heft war die Einführung der Straßenverkehrsordnung des „Altreichs“ in der „Ostmark“ und die vollständige Umstellung von Links- auf Rechtsfahren.

## Geschichte
Nach der Wiedererstehung der Republik Österreich konnten sich der Österreichische Touring-Club (ÖTC) und der Österreichische Automobil-Club (ÖAC) wiedergründen und mit 17. Dezember 1946 zum Österreichischen Automobil-, Motorrad- und Touring Club (ÖAMTC) zusammenschließen. Ab Jänner 1947 konnte unter dem ersten Präsidenten Manfred Mautner Markhof senior das monatlich herausgegebene Clubmagazin wieder erscheinen. Bis 1955 wurden die Ausgaben im Tiefdruckverfahren und durchgehend in schwarz-weiß gedruckt. Im April 1955 wurde die Titelseite auf Farbdruck umgestellt. Die Schreibweise des Titels war damals AutoTouring in Schreibschrift, erschienen sind 12 Hefte pro Jahrgang. Im Jänner 1956 stellte der ÖAMTC das Magazin auf vierzehntägliche Erscheinungsweise und das bisherige Zeitungsformat von 30 × 23 bzw. 30 × 21 cm um.
Beginnend mit Dezember 1978 wurde wieder auf Magazinformat und monatliche Erscheinung gewechselt. Teilweise wurde im Vierfarbdruck produziert. Seit 1988 wird auf „chlorfrei gebleichtem“ LWC-Papier durchgängig vierfarbig gedruckt.

## Grundlegende Richtung
Die grundlegende Richtung des auto touring, zitiert auf der Offenlegungsseite, ist gleichlautend zu § 2 Abs. 2, Zweck des Vereins der Statuten des ÖAMTC:
- lit. a) Förderung der Mobilität unter besondere Bedachtnahme auf soziale Verträglichkeit, Schonung der Ressourcen, Ausgleich von gegensätzlichen Interessen zwischen individueller Mobilität und Umweltschutz, Weiterentwicklung des wechselseitigen Verständnisses der Verkehrsteilnehmer füreinander;
- lit. b) Förderung des Reisens unter möglichst effizienter Nutzung vorhandener Verkehrsressourcen und unter Bedachtnahme auf einen umweltbewussten Tourismus, sowie den geordneten Ablauf des Reiseverkehrs und den Schutz der Reisenden, insbesondere auch von Mitgliedern ausländischer Automobilclubs im Inland und von Mitgliedern des ÖAMTC auch im Ausland;
- lit. c) Förderung der Verkehrssicherheit im Zusammenhang mit den sonstigen Vereinszielen;
- lit. d) Förderung der Interessen der Mitglieder in deren Eigenschaft als Konsumenten im Zusammenhang mit den sonstigen Vereinszielen;
- lit. e) Förderung der Jugend in Freizeit, Sport, Erholung und Bildung im Zusammenhang mit den sonstigen Vereinszielen;
- lit. f) Förderung des Rettungswesens und von Hilfeleistungen in Notfällen.

## Inhalte
Jede Ausgabe des auto touring beinhaltet folgende Schwerpunkte:
- Berichte aus den Bereichen Mobilität, Verkehrsrecht, Technik und Innovation.
- Auto- und Motorradtests sowie Fahrzeugneuvorstellungen.
- Testserien über Reifen, Kindersitze, Motorrad- und Fahrradhelme, Schneeketten etc.
- Ergebnisse von Crashtests (Durchführung von ADAC unter Beteiligung des ÖAMTC).
- Reiseberichte bzw. -tipps.
- Bilderserie „Grüße aus Schilda“[Anm 2] mit von den Lesern mit Kommentierung eingesendeten Fotos von skurrilen Verkehrszeichen und deren Anbringung/Anordnung im Straßenraum, aber abseits davon.[7]
- Seit der letzten Modernisierung des Layouts möchte der Club den auto touring als „Das Mobilitätsmagazin des ÖAMTC“[Anm 3] verstanden wissen,.
- Darüber hinaus dient das Magazin naturgemäß auch der Information der Mitglieder über Leistung und Arbeit „ihres“ Clubs.

## Redaktion
Die Redaktion befindet sich in der ÖAMTC-Zentrale in der Baumgasse 129 in Wien-Landstraße.
- Verlagsleiter: Gerhard Schinhan
- Chefredakteur: Peter Pisecker
- Stv. Chefredakteur: Kurt Zeillinger
- Chef vom Dienst: Helmut Eckler
- Redaktion: Cornelia Buczolich, Roland Fibich, Alexander Fischer, August Kargl, Christoph Löger, Günter Rauecker, Christian Stich
- Art Director: Andreas Hnat
- Layout & Produktion: Andreas Kaleta, Birgit Rusa, Peter Scharnagl

## Frühere Logos

auto-touring-Logo vor 2012
auto-touring-Logo 2012